# Aleiodes latericarinis
Aleiodes latericarinis är en stekelart som beskrevs av Chen och He 1991. Aleiodes latericarinis ingår i släktet Aleiodes och familjen bracksteklar. Inga underarter finns listade i Catalogue of Life.